# Ulrich Panne
Ulrich Panne (* 17. April 1964 in Hamm) ist ein deutscher Chemiker. Er ist seit 2013 Präsident der Bundesanstalt für Materialforschung und -prüfung (BAM) in Berlin.

## Werdegang
Nach dem Abitur 1983 in Hamm studierte Panne Chemie an der Universität Dortmund und dem UCL London. Er erhielt Stipendien u. a. von der Studienstiftung des Deutschen Volkes und dem Fonds der Chemischen Industrie. Seine Dissertation folgte an der Technischen Universität München (TUM). 1993/94 absolvierte er einen Post-Doc-Aufenthalt am europäischen Joint Research Center Ispra (Italien). Am Institut für Wasserchemie der TUM folgten Arbeiten zur Entwicklung von spektrochemischen Verfahren für die Umwelt- und Prozessanalytik, abgeschlossen mit der Habilitation in Analytischer Chemie im Jahr 2001.
Nachdem er einen Ruf an die Universität Leipzig abgelehnt hatte, übernahm er 2004 die Professur für „Instrumentelle Analytische Chemie“ an der Humboldt-Universität zu Berlin sowie gleichzeitig die Leitung der Abteilung „Analytische Chemie; Referenzmaterialien“ der Bundesanstalt für Materialforschung und -prüfung (BAM). Seit 2013 ist er Präsident der BAM und Honorarprofessor an der Humboldt-Universität.
Panne ist außerdem seit 2012 im Rahmen der deutschen Exzellenzinitiative Sprecher der Graduiertenschule SALSA, School of Analytical Sciences Adlershof.

## Auszeichnungen
- 1996: Fachgruppenpreis der Gesellschaft Deutscher Chemiker (GDCh) für Analytische Chemie[1]
- 2002: Adolf-Martens-Preis der Bundesanstalt für Materialforschung und -prüfung für „die Anwendungen der Laser-Plasma-Spektroskopie in der Prozessanalytik“[1]
- 2009: Fresenius-Preis für Analytische Chemie der Gesellschaft Deutscher Chemiker[1]
- 2019: Emich-Plakette der Österreichischen Gesellschaft für Analytische Chemie[3]

## Ehrenämter
- Mitglied des Präsidiums des DIN und Vorsitzender des Normenausschusses Materialprüfung (NMP) (seit 2013)
- Vorsitzender der Initiativgemeinschaft außeruniversitärer Forschungseinrichtungen in Adlershof (IGAFA) in Berlin-Adlershof[2] (seit 2015)
- Vorstandsvorsitzender der Arbeitsgemeinschaft der Ressortforschungseinrichtungen[4] (seit 2013)
- Vorstandsmitglied der Gesellschaft Deutscher Chemiker (GDCh)[5] (seit 2017)
- Sprecher des DFG-Fachkollegiums „Analytik, Methodenentwicklung“ (Chemie) (2016–2019)[6]
- Mitglied der Deutschen Akademie der Technikwissenschaften (acatech) (seit 2018)[7]

## Publikationen (Auswahl)
- mit C. Haisch, M. Clara, R.  Niessner: Analysis of glass and glass melts during the vitrification process of fly and bottom ashes by laser-induced plasma spectroscopy. Part I: Normalization and plasma diagnostics. In:  Spectrochimica Acta Part B-Atomic Spectroscopy, 1998, 53(14), S. 1957–1968
- mit I. Radivojevic, C. Haisch, R. Niessner, S. Florek, H. Becker-Ross: Microanalysis by laser-induced plasma spectroscopy in the vacuum ultraviolet. In: Analytical Chemistry, 2004, 76(6), S. 1648–1656
- mit I.B. Gornushkin: Radiative models of laser-induced plasma and pump-probe diagnostics relevant to laser-induced breakdown spectroscopy. In: Spectrochimica Acta Part B-Atomic Spectroscopy, 2010, 65(5), S. 345–359